# تمشک برفی
تمشک برفی (نام علمی: Rubus nivalis) نام یک گونه از سرده تمشک است.